# Sumpigaster diaristata
Sumpigaster diaristata är en tvåvingeart som först beskrevs av Townsend 1933.  Sumpigaster diaristata ingår i släktet Sumpigaster och familjen parasitflugor. Inga underarter finns listade i Catalogue of Life.